# 非洲民主联盟
非洲民主联盟（法語：Rassemblement Démocratique Africain，缩写为RDA）是1946年—1958年法屬西非和法屬赤道非洲的一个政党，該政黨主張去殖民化和泛非主义。 非洲民主联盟也可以視為由法屬西非和法屬赤道非洲各個政党组成的一個政黨聯盟。
1946年，非洲民主联盟在法屬蘇丹巴馬科成立。非洲民主联盟的领导人是科特迪瓦的费利克斯·乌弗埃-博瓦尼 。非洲民主联盟起初在法国国民议会中与法国共产党结盟。1957年3月，在法屬西非和法屬赤道非洲的议会选举中，非洲民主联盟获得476个议席中的236席。1957年9月，非洲民主联盟在巴马科召开第三次代表大会，会议要求法屬西非和法屬赤道非洲應該脫離法國独立。